# ایوانو چیانو
ایوانو چیانو (انگلیسی: Ivano Ciano؛ زادهٔ ۳ مهٔ ۱۹۸۳) بازیکن فوتبال اهل ایتالیا است.